# Guerra civil austríaca
La guerra civil austríaca o Levantamiento de febrero (en alemán: Österreichischer Bürgerkrieg) es como la historiografía denomina a los enfrentamientos violentos que tuvieron lugar entre el 12 y el 16 de febrero de 1934 en Austria entre las fuerzas socialdemócratas (Republikanischer Schutzbund) y comunistas contra las fuerzas conservadoras y fascistas del gobierno (ejército, policía y paramilitares del Heimwehr). Los hechos comenzaron en Linz y se extendieron por el resto del país, principalmente en las ciudades de Viena, Graz, Bruck an der Mur, Wiener Neustadt y Steyr, aunque las luchas también se extendieron a varias poblaciones industriales de la Austria central y oriental.
El enfrentamiento estalló por la oposición violenta de las organizaciones socialistas a la serie de registros y arrestos ordenados por el ministro del Interior Emil Fey —destacado dirigente de la Heimwehr— el 12 de febrero. El mismo día, el Gobierno prohibió el Partido Socialista y todas sus organizaciones, lo que puso fin a las negociaciones políticas entre las dos partes. Selló además la evolución autoritaria del país y la abolición definitiva del sistema parlamentario democrático. Los choques se saldaron con más de trescientos muertos y ochocientos heridos.

## Antecedentes
El 18 de enero de 1934, el subsecretario italiano de Asuntos Exteriores, Fulvio Suvich llegó a Viena para encarecer al canciller Engelbert Dollfuss la necesidad de acelerar las reformas autoritarias que había emprendido. En opinión del Gobierno italiano, estas se estaban llevando a cabo demasiado lentamente; si no se adelantaba con el ritmo de la implantación de las medidas filofascistas, los italianos amenazaban a Dollfuss con privarle de su apoyo y respaldar a otro canciller, como el dirigente de la Heimwehr Emil Fey.
El canciller mantuvo en vano nuevas conversaciones con los dirigentes socialistas, en las que no se llegó a ningún acuerdo entre las dos partes. El hostigamiento de la Heimwehr a los socialistas, instigado por las exigencias italianas de mayor represión, desbarató a finales de mes los esfuerzos de Dollfuss canciller por alcanzar un acuerdo con la oposición. El 27 de enero, Fey movilizó a sus unidades de la Heimwehr, anunciando a sus comandantes que se acercaba el momento de la «acción definitiva» contra los socialistas. Al día siguiente, el caudillo nacional de la formación, el príncipe Ernst Rüdiger Starhemberg, llamó a sus seguidores a prepararse para la «contienda final contra el marxismo». El 31 de enero, Fey expulsó a los representantes socialistas del Parlamento regional en Innsbruck. La persecución de la oposición continuó durante los días siguientes: el 5 de febrero las oficinas del Partido Socialista y las del diario local en Innsbruck sufrieron ataques; el 6 y el 7, lo fueron las sedes de la formación en Linz, Graz y Eisenstadt; el día 7, se realizó un registro del diario socialista de la capital Arbeiter-Zeitung, justificado como una búsqueda de armas.
La resistencia socialista al acoso gubernamental fue mínima: aunque existían planes para defender las sedes del partido y los diarios, la dirección de la organización se hallaba dividida y deseaba en general evitar un choque armado con el Gobierno. En una reunión crucial el 8 de febrero, se aprobó no oponer resistencia a las acciones gubernamentales para evitar un enfrentamiento y posponer nuevas medidas hasta una nueva reunión, que debía tener lugar el día 12.
El día 10, Fey abolió la autonomía de la policía de la capital, hasta entonces dependiente del alcalde socialista Karl Seitz, y la sometió a la autoridad del Ministerio del Interior, que controlaba. Al día siguiente, anunció a sus seguidores en una reunión a las afueras de Viena que pronto podrían reanudar sus actividades contra los socialistas con apoyo gubernamental.

## Situación general
La situación favorecía al Gobierno, que controlaba las fuerzas de seguridad, mejor armadas, organizadas y numerosas que las de los socialistas. La dirección de estos estaba además desunida sobre la conveniencia de enfrentarse militarmente con las autoridades. El gabinete también había logrado debilitar a sus oponentes tanto mediante la incautación de arsenales en las semanas anteriores al estallido de los combates como arrestando a numerosos de los cuadros de la Schutzbund. El fracaso de los socialistas en su intento de paralizar el tráfico ferroviario, lo que hubiese complicado las acciones gubernamentales, también influyó en el rápido aplastamiento de los alzados. También resultó un fracaso la huelga general. El Consejo de Ministros también empleó con eficacia la propaganda contra los rebeldes, anunciando por adelantado la huida de sus principales dirigentes o acusándolos incorrectamente de haberse fugado con los fondos del partido.

## Desarrollo del conflicto

### Combates en Linz

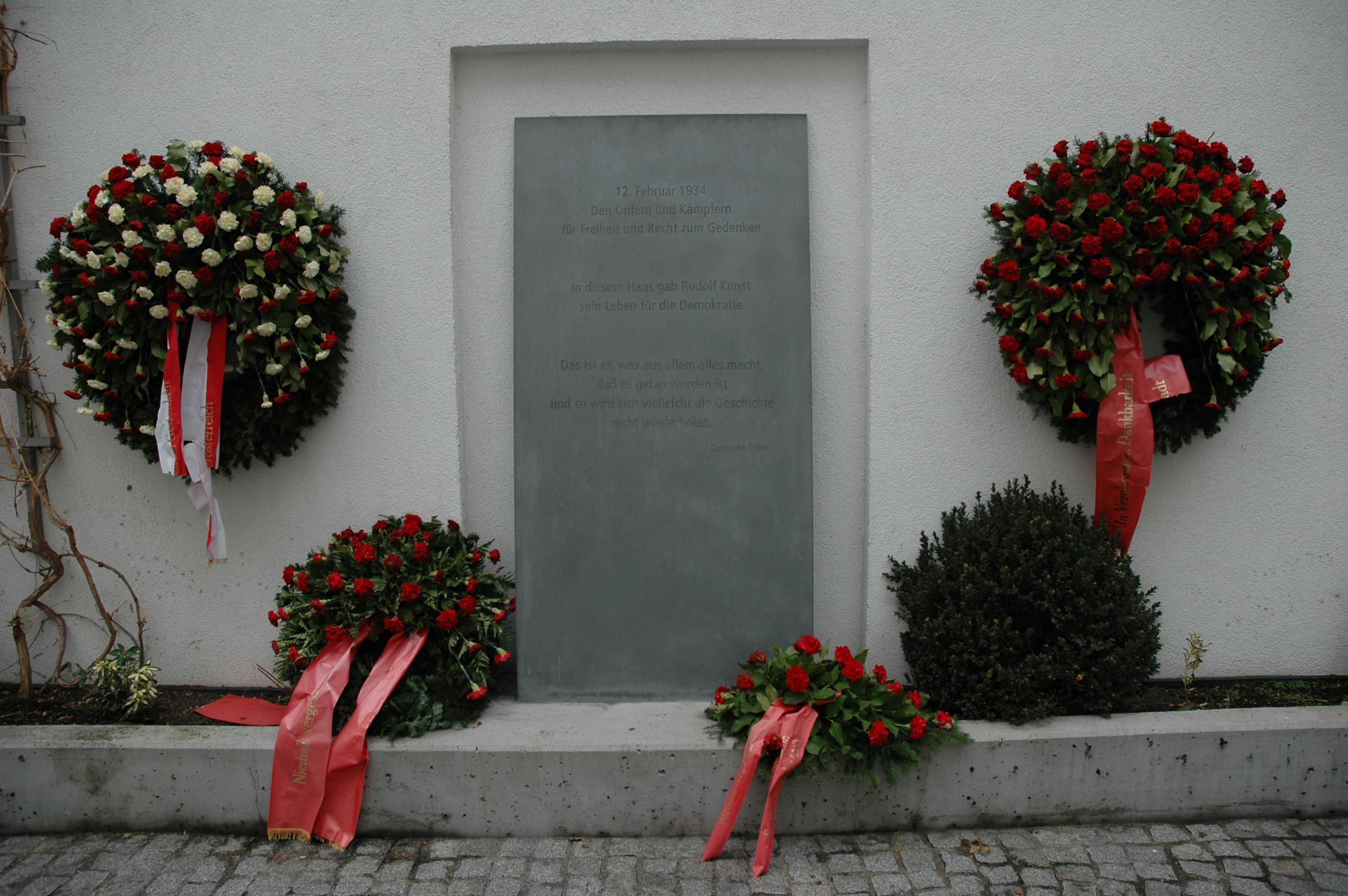
Monumento a las víctimas y luchadores por la libertad de la Guerra Civil Austríaca, en el patio del Hotel Schiff, Linz.

La madrugada del 12 de febrero, una operadora advirtió una llamada sospechosa de Viena al secretario local del Partido Socialdemócrata de Austria en la Alta Austria, el extremista Richard Bernascheck y la comunicó a la policía. Esta irrumpió en la residencia de Bernaschek en el hotel Schiff de Linz a las siete de la mañana, lo arrestó y registró su despacho. Se encontró una copia de una carta fechada el día anterior y destinada a la dirección del partido en la capital en la que se indicaba el hartazgo de la Liga de Defensa Republicana de la región con el acoso gubernamental y la decisión de la dirección de oponerse por las armas a cualquier nuevo registro o acción contra la organización o contra el partido en la provincia; Bernaschek esperaba el auxilio de todo el partido en caso de que tuviese lugar el esperado enfrentamiento. Según los dirigentes de la Alta Austria, la pasividad socialista únicamente conducía a la implantación de una dictadura como había sucedido en Alemania. La respuesta del dirigente del partido, Otto Bauer, había sido contraria a los planes de Bernaschek: Bauer creía que desencaderanían una guerra civil. Ante los rumores de un nuevo registro de la sede del partido en Linz, Bernaschek apostó cincuenta hombres en esta, dispuesto a rechazarlo por la fuerza. Esperando que el asalto policial se realizaría en horario de oficina como en casos anteriores, la llegada de los agentes lo cogió por sorpresa, con apenas tiempo para avisar del jefe local de los socialcristianos para que evitase el choque, a las unidades de la Liga para que se movilizasen y a pedir que se informase a la capital de la situación. Poco después y antes de que los refuerzos socialistas pudiesen llegar al lugar, fue detenido por el contingente de la policía, que había alertado al Ejército de su intención de registrar la sede socialista.
Pronto estalló un tiroteo entre la guardia socialista que protegía el edificio y los policías, que quedaron atrapados. Mientras, las unidades militares de la región comenzaron a movilizarse. A las nueve menos cuarto de la mañana, una compañía de una unidad de montaña rodeó el edificio. Tras recibir refuerzos, los militares lograron que los socialistas atrincherados en el hotel capitulasen: el enfrentamiento solo había causado un muerto y dos heridos.

### Reacción socialista en la capital
Los socialistas vieneses recibieron la noticia de los choque en Linz hacia las ocho de la mañana; como la sede el partido había sido ocupada por el Gobierno el día 8, se reunieron de urgencia en el piso de la hermana del dirigente nacional de la Liga, Julius Deutsch. Los que acudieron a la improvisada convocatoria se mostraron divididos sobre la conveniencia de enfrentarse al Gobierno mediante la proclamación de una huelga general y la movilización de la Liga. La decisión de numerosos trabajadores de ir a la huelga con o sin el respaldo de la dirección socialista precipitó finalmente el apoyo de esta al llamamiento a la huelga.
Bauer y Deustch se instalaron en el Georg-Washington-Hof, convertido en cuartel general socialista. Desde allí ordenaron primero la movilización de la Liga alrededor de las diez y media de la mañana, la entrega de armas a las unidades dos horas más tarde y el combate contra las fuerzas gubernamentales en torno a la una de la tarde. En todo momento, los acontecimientos se adelantaron a las órdenes de la dirección socialista.

### Acción gubernamental
En el consejo de ministros de la mañana, Emil Fey acusó a los socialistas de haber estado preparando un golpe de Estado y de haber recibido armas de la vecina Checoslovaquia. En realidad y como sabía el Gobierno, los socialistas solamente estaban dispuestos a oponerse a las acciones del Gobierno por la fuerza en defensa de ciertas libertades constitucionales y su armamento provenía principalmente del antiguo ejército austrohúngaro. La descripción de los hechos realizada por el vicecanciller fue errónea y fundamentalmente destinada a justificar la represión de la oposición socialista.
Por su parte, el canciller Dollfuss, que desconfiaba de la lealtad de la Heimwehr y sospechaba de sus tratos con los nacionalsocialistas, decidió aprovechar el conflicto para aplicar ciertas reformas políticas, entre ellas el sometimiento de la capital al Gobierno federal y la abrogación de su autonomía. El Consejo de Ministros prohibió el partido socialista y todas sus organizaciones anexas y se incautó de sus publicaciones. Todos los miembros del partido en cargos públicos fueron expulsados de ellos. Los sindicatos de la formación fueron abolidos o integrados por la fuerza en el Frente Patriótico.

### Acontecimientos en la capital

#### Movilización socialista
A las 11:46 a. m. los trabajadores de la red eléctrica cortaron el suministro a la capital y los tranvías se detuvieron, señal habitual del comienzo de una huelga general. El cambio tres días antes de esta indicación por la del anuncio por radio de la detención del alcalde socialista, Karl Seitz, decidida por la dirección del partido pero aún no comunicada a todas sus secciones fue el primer signo de confusión del día. Aunque la comunicación entre el cuartel general socialista y las unidades de la Liga fue muy deficiente, los principales barrios obreros (Floridsdorf, Ottakring, Simmering y Döbling) se organizaron por su cuenta y comenzaron a enfrentarse a las fuerzas de seguridad incluso antes de la señal de huelga.
Los primeros choques se produjeron en Simmering, donde las fuerzas de la Liga asaltaron una comisaría hacia las 11:10 a. m. y una hora más tarde controlaban el tráfico ferroviario del barrio. En Ottakring los combates principiaron más tarde, hacia las 13:05, con el fallido intento de la policía de desbandar una concentración de la Liga. En Margareten, los socialistas dominaron un punto importante que impedía el movimiento de las fuerzas de seguridad y del que estas los desalojaron durante la tarde gracias al empleo de ametralladoras pesadas. Aunque los principales combates se libraron en Döbling y Floridsdorf, fue en estos barrios donde comenzaron más tarde. Hacia las 18:50, la Liga comenzó a disparar contra una comisaría desde el enorme complejo residencial del Karl-Marx-Hof, en el primero de los barrios. El segundo, estratégico pues controlaba tres puentes del Danubio, contaba con algunas de las mejores unidades de la Liga y se movilizó ordenadamente, pero sufrió un grave contratiempo: la detención de la dirección socialista en el barrio vecino al otro lado del río, que era la que conocía la ubicación de los arsenales secretos.
Otro importante punto controlado por los socialistas fue la fábrica de pan de Ankerbrot en el barrio de Favoriten, la principal de la ciudad. Los trabajadores que tomaron la fábrica lograron rechazar un primer asalto el día 13 de una unidad de la Heimwehr, pero tuvieron que capitular ante el embate de unidades del Ejército.
A pesar del control de estos sectores de la ciudad, ya la noche del día 12 quedó clara la grave situación de los socialistas, que apenas dominaban zonas aisladas de la capital y carecían de apoyo fuera de la ciudad.

#### Represión gubernamental
El Gobierno presentó el enfrentamiento como una traición de los socialistas en un momento de grave crisis por la lucha entre aquel y los nacionalsocialistas. De forma incongruente, presentó a los socialistas como revolucionarios que minaban el esfuerzo patriótico del Ejecutivo en su combate con los nazis y a la vez como un grupo que se había negado a participar en el Gobierno cuando el canciller Dollfuss se lo había ofrecido —en realidad, habían sido los socialistas quienes habían indicado su disposición a ingresar en el Consejo de Ministros y Dollfuss el que se había negado—.
Con los primeros choques se proclamó la ley marcial, se condenó a muerte a aquellos que participasen en el levantamiento socialista y se estableció un toque de queda para las 22:00, aunque se permitió que los cafés vieneses permaneciesen abiertos hasta entonces. La tarde del día 12 y probablemente a propuesta del ministro de Defensa, se desplegó la artillería contra los focos rebeldes.

#### Combates
A pesar de las medidas del Gobierno, la Liga continuó su movilización y su lucha contra las fuerzas de seguridad. En Floridsdorf, los preparativos concluyeron la noche del 12, en Meidling, a primeras horas del día siguiente. En este último sector, los socialistas pudieron rechazar duros asaltos de la policía, que pretendía desalojarlos del ferrocarril que une la capital con Baden. En Floridsdorf, la Liga empezó la acometida a las posiciones de la policía pasada la medianoche del día 12 y consiguió bloquear el barrio mediante el uso de barricadas y tomar la mayoría de los puntos estratégicos. La policía, arrollada por los insurrectos en el barrio, solicitó el auxilio del Ejército para no perder por completo el control de la zona.

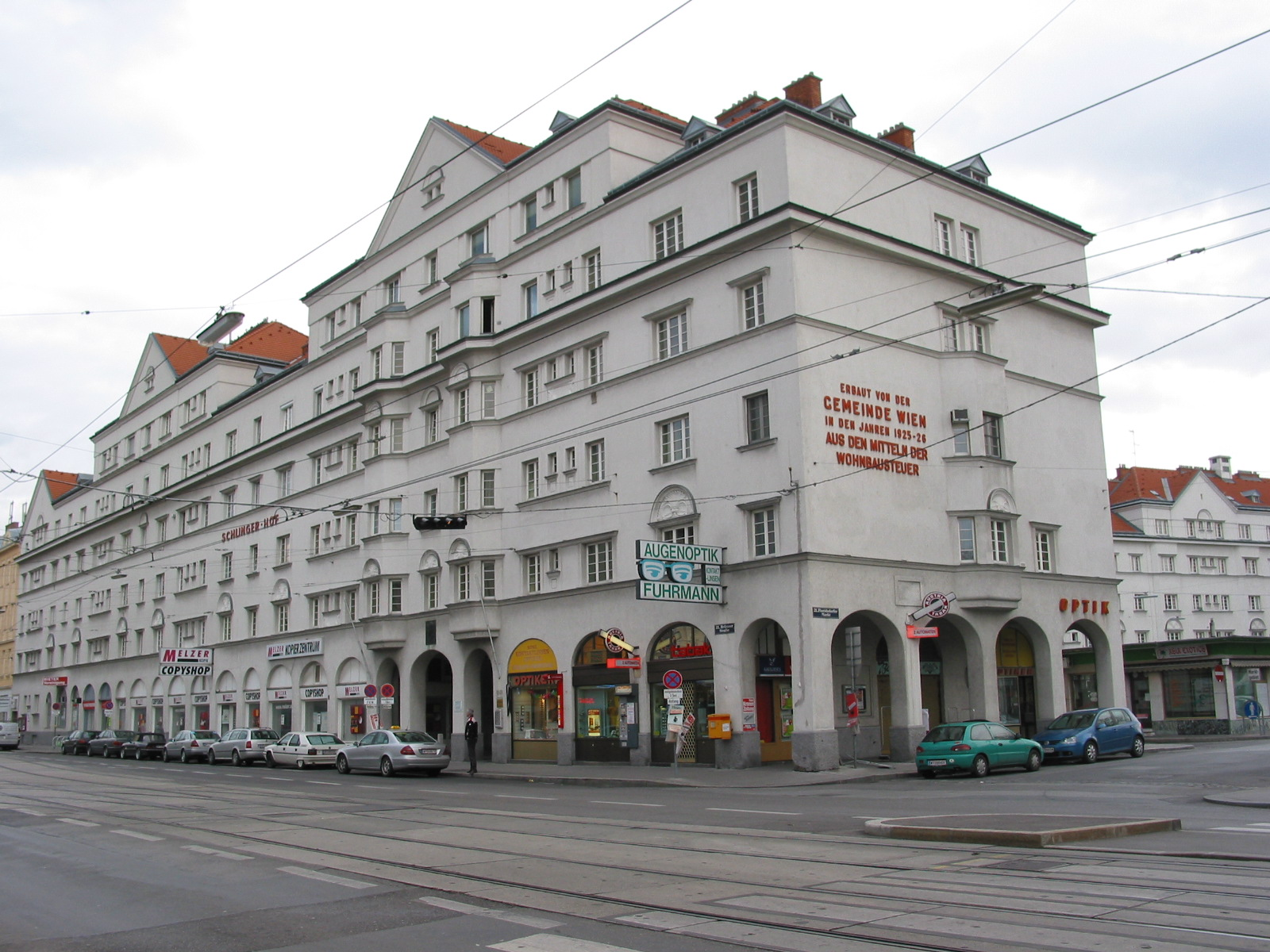
El complejo residencial de Schlingerhof, en el barrio de Floridsdorf, lugar donde se libraron algunos de los principales combates de la guerra civil.

A las 10:15 a. m. del día 13, unidades militares comenzaron el asalto al complejo residencial de Schlingerhof. A pesar del empleo de artillería, solo lograron tomarlo en parte a media tarde. De los trescientos cincuenta detenidos en la operación, cuatro fallecieron atacados por una unidad de la Heimwehr. El resto de operaciones fracasaron. Incluso con la llegada de refuerzos que incluían tres unidades de artillería, el complejo cayó en manos de los asaltantes tardíamente, a media tarde del 14 de febrero, tras vencer una encarnizada resistencia. Los rebeldes tuvieron que abandonar los depósitos del gas por miedo a que estos explotasen debido al intenso bombardeo gubernamental. Las fuerzas de seguridad recuperaron el control de la mayoría del barrio la noche del mismo día, aunque las escaramuzas continuaron durante los dos días siguientes y durante cinco días más se sucedieron los registros de las casas.
En Ottakring, la lucha se centró en el centro comunitario y los alrededores desde primeras horas de la tarde del día 12. Al día siguiente, los socialistas repelieron un asalto gubernamental, mientras resistían el bombardeo de los militares. El cañoneo continuó durante la noche y alrededor de las ocho de la mañana del día 14, en presencia del vicecanciller Fey, las tropas asaltaron y tomaron el edificio, que los defensores habían abandonado. Aunque estos se concentraron en otros puntos del distrito, los principales combates cesaron con la conquista del centro comunitario.

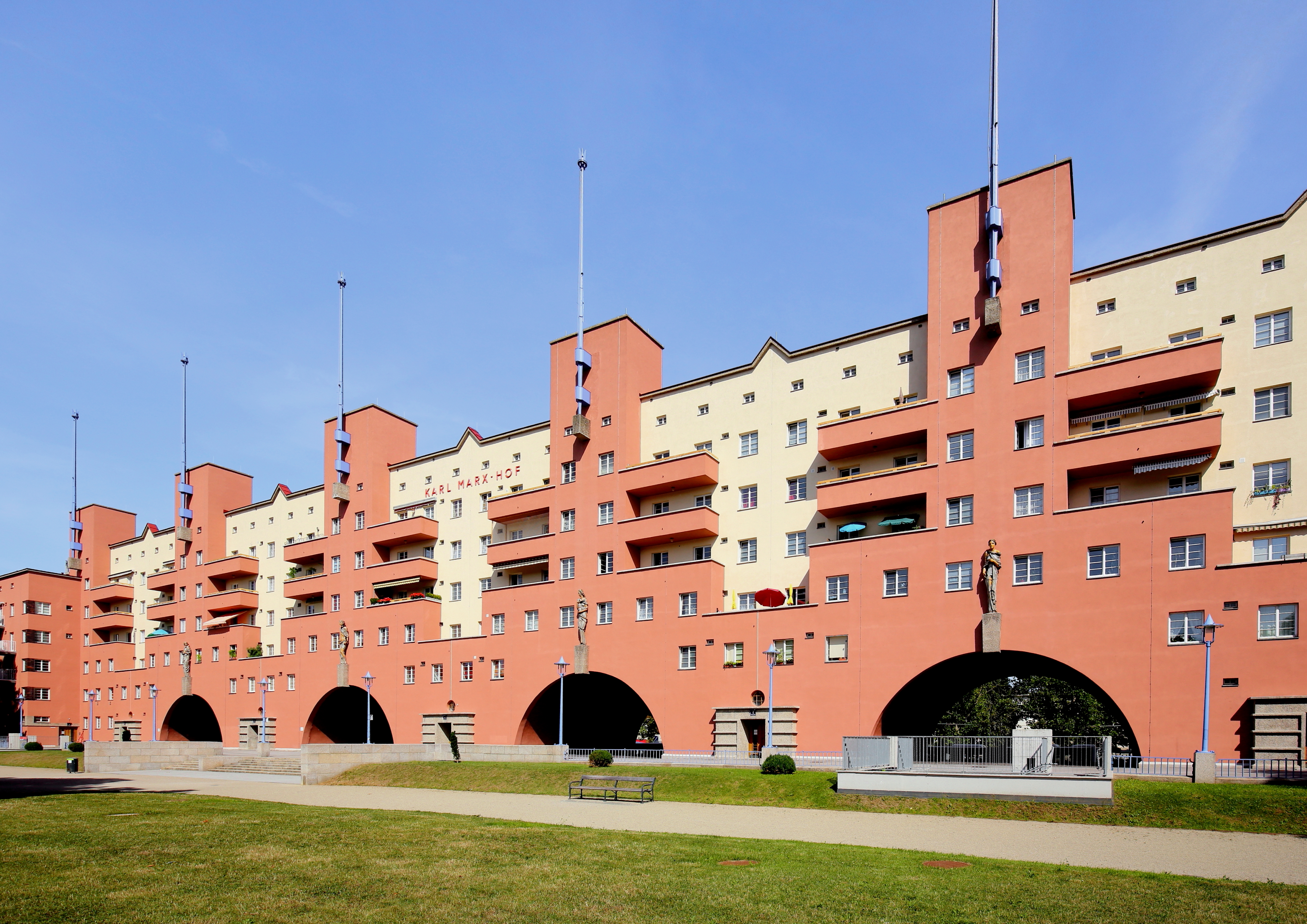
El famoso y enorme complejo de viviendas de Karl-Marx-Hof, otro de los principales centros de los insurrectos y cuyo bombardeo por el Ejército fue uno de los episodios más célebres de la guerra civil.

En Simmering los socialistas lograron capturar la mayoría de las comisarías y mantener en jaque a los refuerzos militares ; perdieron el control de los principales complejos residenciales por el embate de los refuerzos militares llegados el día 13, los retomaron en parte al día siguiente pero tuvieron que ceder llegada la noche.
En Döbling, donde la lenta movilización de las fuerzas socialistas había permitido a la policía realizar incluso un registro del enorme complejo residencial de Karl-Marx-Hof —de casi un kilómetro de longitud—, las primeras escaramuzas callejeras dieron paso al asalto socialista a la estación de Heiligenstadt, que las fuerzas de seguridad tuvieron que abandonar. La retomaron poco después, tras recibir refuerzos, pero no lograron tomar el Karl-Marx-Hof. Cerca de la medianoche del día 12 comenzaron a llegar las primeras unidades militares, provistas de artillería, para participar en el asalto a las viviendas. Los bombardeos de estas comenzaron poco después, a primeras horas del día 13; a continuación, se montó un nuevo asaltó que fracasó. Después de nuevos bombardeos y gracias al uso de ametralladoras y vehículos blindados, las fuerzas gubernamentales lograron alcanzar los portones del complejo residencial y volarlo. A pesar de la encarnizada resistencia socialista, las fuerzas de seguridad lograron avanzar lentamente, hasta que tuvieron que retirar a algunas unidades para reforzar otros lugares de la capital. Por la noche llegaron nuevas fuerzas del Gobierno: tres batallones de infantería y tres baterías, una de ellas de artillería pesada. Aun así, no se emprendió un nuevo asalto hasta el día siguiente. La rendición del complejo se produjo a las 11:30 p. m. del 15 de febrero, tras recibir el ultimátum de Dollfuss. Los defensores, empero, se retiraron a pesar de las bajas por el sistema de alcantarillado, gracias a la tardanza de las fuerzas de seguridad en penetrar en las viviendas, debida al temor de caer en una trampa.
La noche del 14 al 15 de febrero la lucha casi había cesado completamente en la capital. Apenas hubo alguna escaramuza menor la noche siguiente. La mañana del día 14, la asociación de industriales había informado al Gobierno que la mayoría de las fábricas de la capital funcionaba normalmente, salvo la principal panificadora —en poder de los socialistas— y alguna otra menor. A pesar del temor de los empresarios industriales, los daños a sus fábricas fueron mínimos, a diferencia de los sufridos por las viviendas obreras.
El 12 de febrero de 1934 una fuerza paramilitar comandada por Emil Fey, comandante del Heimwehr de Viena, se presentó para un registro en el Hotel Schiff de Linz, que estaba bajo control de los socialdemócratas. Estos ofrecieron resistencia y ello dio marcó el inicio de un conflicto que se extendió al resto del país. El choque enfrentó a miembros de la Liga de Defensa Republicana socialista con sus enemigos de la Heimwehr, que contaban con el respaldo de la policía.
De un lado las fuerzas conservadoras contaron con el apoyo del Estado, el Ejército federal, la policía, la gendarmería y el autoritario Heimwehr. Por su parte los socialdemócratas, comunistas y militantes de izquierda se agruparon en torno al ilegalizada (pero todavía activa) Republikanischer Schutzbund, la milicia paramilitar controlada por el Partido socialdemócrata.
La lucha principal se desarrolló en Viena, donde los miembros de la Schutzbund construyeron barricadas en algunos puntos neurálgicos, como el Karl Marx-Hof o los barrios del cinturón industrial de la ciudad. La lucha también se extendió a otras ciudades como Steyr, Sankt Pölten, Weiz, Eggenberg, Kapfenberg, Bruck an der Mur o Graz. Los socialistas proclamaron una huelga general.
La balanza se inclinó del lado de los conservadores desde el mismo momento en que los militares intervinieron en el conflicto. Tras haberse asegurado su posición, el canciller Dollfuß ordenó al Ejército que bombardeara las posiciones en torno al Karl-Marx-Hof, lo que provocó numerosos muertos entre los resistentes e importantes daños materiales. Los combates en Viena y la Alta Austria finalizaron el 13 de febrero, pero en ciudades de Estiria como Bruck an der Mur todavía continuaron unos días más. Las luchas se dieron por finalizadas el 16 de febrero.

#### Rumores y pánico infundado
Dado el convencimiento gubernamental que el alzamiento era fruto de un plan cuidadosamente maquinado por la oposición socialista, se dio pábulo a rumores que resultaron infundados. El principal indicaba que comandos de la Schutzbund estaban preparados para volar los principales edificios públicos y los cuarteles militares gracias a su gran conocimiento del sistema de alcantarillado de la urbe. También se afirmó que, una vez vencidos, los socialistas envenenarían el agua de la ciudad. El día 14 también se habló de que Checoslovaquia se preparaba para acudir en ayuda de los socialistas.
El Gobierno también temía la reacción de los nacionalsocialistas, que finalmente se mantuvieron completamente inactivos contemplando el aplastamiento de los socialistas. Gracias a su hábil propaganda, el partido frustró las esperanzas del canciller de granjearse las simpatías de sus miembros mediante el aplastamiento de los socialdemócratas. Obtuvo también algo de armamento de estos, que lo vendieron una vez vencidos por el Ejecutivo.

## Descoordinación y oposición en las provincias
Si la dirección nacional socialista se opuso al alzamiento y no fue capaz de coordinarlo cuando estalló, precipitado por la sección más radical del partido que rechazaba la moderación de aquella, gran parte de las organizaciones provinciales también se mostraron contrarias o indiferentes y no participaron eficazmente en él.
En Linz, donde se había originado la contienda, hubo duros enfrentamientos en distintos puntos de la ciudad, pero las autoridades nunca corrieron peligro de perder su control y al final del día habían aplastado los focos de resistencia socialista. El Steyr, la segunda localidad más poblada de la Alta Austria se libraron encarnizados combates entre las unidades de la Schutzbund atrincherada en un barrio obrero casi inexpugnable y las fuerzas de seguridad, que no consiguieron tomar las posiciones de los rebeldes hasta bien entrada la tarde del día 13, tras varias horas de bombardeo con artillería y morteros. Como en otras poblaciones, unidades aisladas y mal dirigidas tuvieron que hacer frente a un enemigo mejor armado y con excelente instrucción militar. Otro lugar en la Alta Austria donde los combates fueron intensos fue Holzleithen, donde las unidades de la Schutzbund defendieron con ardor un túnel de ferrocarril de los sucesivos asaltos militares y el ejército empleó rehenes para avanzar hacia la estación de ferrocarril local y obligar a sus defensores a abandonarla. Las tropas de montaña que tomaron la sede del partido, en la que sus defensores se habían rendido, fusilaron sumariamente a seis de ellos, de los que cinco fallecieron y el sexto quedó paralítico. Los mineros de la zona, que no habían apoyado a la Schutzbund a pesar de sus simpatías socialistas, llevaron a cabo una corta huelga de protesta por el comportamiento de las tropas, pero pronto retomaron su labor.
En la localidad estiria de Bruck an der Mur, Kolloman Wallisch, veterano dirigente que había participado en la corta República Soviética Húngara, tomó el mando una vez fallecido el mando local de la Schutzbund durante los primeros combates con la gendarmería la mañana del día 12. La lucha se centró en diversos edificios de la localidad, que la Schutzbund asedió duramente pero sin éxito tanto por la resistencia de los gendarmes como por la llegada de unidades militares de socorro. A pesar de haber tomado la estación de ferrocarril y detenido el tráfico para estorbar la llegada de tropas, los socialistas no pudieron impedir que estas la alcanzasen la noche del día 12 y, tras desbaratar los obstáculos que impedían el acceso al centro de la localidad, comenzasen a bombardear una estratégica colina, controlada por los rebeldes. Tras intentar en vano tomar desprevenida la retaguardia de las tropas que asaltaban la colina, los socialistas fueron perdiendo una tras otra todas sus posiciones; las fuerzas de seguridad se aseguraron el control de la población hacia las seis de la mañana del día 13. Primero Wallisch trató de marchar hacia la capital provincial de Graz y tomar un par de localidades de camino, pero sus cuatrocientos hombres, fatigados y mal armados, no podían enfrentarse a las unidades militares que las defendían; se optó entonces por pasar a Yugoslavia. Poco a poco el grupo del Wallisch se fue reduciendo y la policía emprendió su persecución, al principio sin éxito. Tras distintas peripecias, Wallisch, que finalmente había huido hacia Yugoslavia con su esposa en automóvil tras desbandarse su grupo por el mal tiempo, fue denunciado por un maquinista deseoso de embolsarse la recompensa por captura. Arrestado por la policía el día 18 en la aldea de Reittal sin que se resistiese, fue juzgado por un consejo de guerra al día siguiente y ahorcado esa misma tarde.
Al igual que en Bruck, la huelga general fracasó en Graz, donde solo unas cuantas fábricas aisladas se sumaron a ella. La mala organización de la Schutzbund local complicó la movilización de sus hombres y permitió a la policía tomar tanto la sede del partido como la su imprenta. Los combates estallaron la tarde del día 12 y pronto los obreros quedaron limitados a la zona industrial de la ciudad, mientras que las autoridades aseguraban los principales edificios y repelían un ataque a la estación de ferrocarril. Con las comunicaciones ferroviarias en sus manos, las autoridades esperaron la llegada de artillería para aplastar a los rebeldes en sus posiciones. Aislados los trabajadores y a merced de los cañones del Ejército, su rendición fue cuestión de tiempo.
En la Baja Austria, a pesar de la fuerza de la Schutzbund regional, la situación no fue mejor para los socialistas. El secretario regional del partido, un moderado, trató en vano de negociar con el Gobierno y fue arrestado de inmediato. Aunque hubo algunas escaramuzas entre las fuerzas de seguridad y algunas unidades que espontáneamente decidieron armarse y combatir, los socialistas carecieron de orden y de un plan general de alzamiento. La falta de un levantamiento eficaz en la región permitió al Gobierno trasladar las tropas acuarteladas en ella a otras regiones donde los choques fueron más duros, como Estiria o Viena y facilitó los desplazamientos en ferrocarril de las unidades militares a través de la provincia.
En Salzburgo, donde los socialistas moderados dominaban la organización regional, no hubo alzamiento. Los dirigentes decidieron tratar la cuestión en una reunión que la policía aprovechó para arrestar tanto a la dirección provincial como a los jefes de la Schutzbund. Los disturbios subsiguientes fueron mínimos y las fuerzas del orden no tuvieron problema alguno en controlarlos.
En Carintia la dirección del partido se opuso al enfrentamiento con el Gobierno y varios de sus principales dirigentes renunciaron en protesta por el estallido de los combates. En la provincia apenas se libraron unas pocas refriegas sin importancia. Lo mismo sucedió en Vorarlberg, donde la dirección provincial condenó duramente la lucha y no hubo disturbios. La tranquilidad en estas provincias permitió el envío de las tropas a otros lugares donde eran más necesarias, como en el caso de la Baja Austria.

## Consecuencias
La victoria de Engelbert Dollfuss y sus partidarios provocó la detención de numerosos opositores socialistas y comunistas, siendo detenidas 1500 personas. Más adelante algunos de los detenidos fueron condenados a muerte y fusilados. La represión también suscitó la marcha al exilio de muchos políticos destacados, como el dirigente socialdemócrata Otto Bauer. Bauer se exilió en Checoslovaquia el día 12, una vez que la rebelión se dio por perdida; al día siguiente lo hizo Julius Deutsch. Poco tiempo después, en ese mismo año Dollfuss estableció una dictadura basada en los principios del que luego se conocería como "Austrofascismo" y dominada por el Frente Patriótico, marcando así el final del sistema democrático austríaco.
Se desconoce el número exacto de víctimas en los enfrentamientos. Se calcula que el bando gubernamental sufrió en torno a ciento cincuenta y que las de los socialistas fueron mayores.
A la prohibición del partido socialista, la expulsión de sus miembros de todo cargo público y la supresión de sus sindicatos, se unió la abolición de la autonomía provincial de la capital y la reducción del poder de las demás provincias.
El Reino Unido y Francia condenaron duramente la represión de los socialistas, mientras que Alemania se mostró fundamentalmente neutral, esperando beneficiarse de la derrota de estos para reforzar las filas nacionalsocialistas austriacas. La única gran potencia europea que se regocijó con el aplastamiento de la oposición socialista fue Italia. La eliminación del poder de la oposición aumentó notablemente la dependencia del canciller Dollfuss del apoyo italiano, en parte por el disgusto de la opinión pública francesa y británica. Pocas semanas más tarde, Reino de Hungría y Austria firmaban junto a Italia los Protocolos de Roma, consecuencia del interés italiano por estrechar las relaciones económicas entre las tres naciones. A pesar del alborozo gubernamental por la eliminación política de los socialistas, esta supuso un debilitamiento de los que se oponían a los nacionalsocialistas.
En España la victoria de Engelbert Dollfuss y el establecimiento de la dictadura austriaca tuvieron consecuencias indirectas, porque fueron vistos por los partidos de izquierda como un precedente de lo que podía ocurrir con la entrada en el gobierno de José María Gil-Robles (al que se empezó a conocerse como el "Dollfuss español") y su partido CEDA.